# Florijan (rimski cesar)
Mark Anij Florijan (latinsko Marcvs Annivs Florianvs) je bil cesar Rimskega cesarstva, ki je vladal od smrti svojega polbrata Tacita julija 276 do svojega umora septembra istega leta, * 19. avgust 232, Terni, Umbrija,  Italija, † 9. september 276, Tarz, Kilikija.
Florijanov polbrat Tacit je bil razglašen za rimskega cesarja konec leta 275 po nepričakovani smrti cesarja Avrelijana. Po Tacitovi domnevno nasilni smrti v vojaški zaroti naslednje leto je bil za cesarja razglašen Florijan. Njegovo imenovanje je potrdil rimski senat in priznalo skoraj celo cesarstvo. Novi cesar se je moral kljub temu takoj soočiti s Probovim uporom, ki so ga podpirale province  Egipt, Sirija, Palestina in Fenicija. Prob je izkoristil teren v Kilikijskih vratih in vroče podnebje, ki ga Florijanova vojska ni bila vajena. Oboje je poslabšalo moralo njegovih vojakov, ki so se mu uprli in ga ubili.

## Zgodovina
Kmalu po Florijanovem imenovanju za pretorijanskega prefekta je nepričakovano umrl cesar Avrelijan, za novega cesarja pa je bil izvoljen Tacit, Florijanov polbrat po materini strani. Tacit je Florijanu ukazal, da z vojsko odide v Panonijo in odbije napade Gotov na rimsko ozemlje. Po nepričakovani Tacitovi smrti julija 276, domnevno v vojaški zaroti, se je Florijan takoj razglasil za rimskega cesarja, kar je potrdil rimski senat in so se s tem strinjale zahodne rimske province. Florijan je nadaljeval kampanjo proti Gotom, dosegel pomembno zmago in nato izvedel za Probov upor. Prob je bil pod Avrelijanom in Tacitom uspešen vojaški poveljnik. Njegov upor so podpirale province Egipt, Sirija, Palestina in Fenicija.
Prob je izkoristil svoj nadzor nad egiptovskim žitom in hitro prekinil oskrbo preostalega imperija  z žitom. Z vojsko je odšel v Malo Azijo in branil Kilikijska vrata, kar mu je omogočilo, da je z gverilsko taktiko izčrpaval nasprotnikovo vojsko pred odločilnim spopadom. Florijan je svoje čete namestil v Tarzu, kjer je zaradi poletnega vročinskega vala zbolelo veliko njegovih vojakov, nevajenih vročega podnebja. Ko je za bolezen izvedel Prob, je napadel mesto, da bi oslabil moralo Florijanovih vojakov. Probova strategija je bila uspešna. Florijan je izgubil nadzor nad svojo vojsko, ki se mu je septembra uprla in ga ubila. Njegovo vladanje je trajalo manj kot tri mesece.